# 11-й стрелковый корпус
11-й стрелковый Прикарпатский Краснознамённый корпус — воинское соединение в Вооружённых Силах СССР во время Великой Отечественной войны.

## 1-е формирование

### История
11-й стрелковый корпус был сформирован в ноябре 1922 года в Петроградском военном округе.
Корпус входил в состав Петроградского (Ленинградского) военного округа (ноябрь 1922 — октябрь 1925), Белорусского (Белорусского особого) военного округа (октябрь 1925 — июль 1940), 11-й армии Прибалтийского особого военного округа (ПрибОВО) (ноябрь 1939 — октябрь 1940), 8-й армии ПрибОВО (с октября 1940).
Управление корпуса дислоцировалось в Старой Руссе (ноябрь 1922 — ноябрь 1923), Петрограде (ноябрь 1923 — октябрь 1925), Смоленске (октябрь 1925 — ноябрь 1939), Гродно (ноябрь 1939 — июнь 1940), Каунасе (июнь — июль 1940), Шяуляе (с августа 1940).
Корпус участвовал в походе в Западную Белоруссию (сентябрь 1939).

### В Великой Отечественной войне
В действующей армии во время ВОВ с 22 июня 1941 года по 15 августа 1941 года.
Приграничное сражение в Литве и Латвии (1941)
На 22 июня 1941 года управление корпуса дислоцировалось в Скаудвиле. Полоса прикрытия корпуса начиналась от правофланговой 125-й стрелковой дивизии и заканчивалась на Немане — стыке с 11-й армией. 125-я стрелковая дивизия занимала позиции на границе западнее Баганяй от стыка с 90-й стрелковой дивизией 10-го стрелкового корпуса на севере. 11-я стрелковая дивизия, входившая в состав корпуса на указанную дату, только перебрасывалась железной дорогой из Нарвы. Местность южнее 125-й стрелковой дивизии предполагалось передать 48-й стрелковой дивизии, но она также находилась на марше. Таким образом, из стрелковых соединений корпуса только 125-я стрелковая дивизия занимала ввереные позиции на границе. В составе корпуса было 23661 человек, 559 орудий и миномётов, 17 лёгких танков.
Именно по этой дивизии и пришёлся главный удар, наносимый немецкой 4-й танковой группой в полосе Группы армий «Север». С раннего утра 22 июня 1941 года части дивизии отражают удар, наносимый противником и ведут ожесточённые бои южнее и западнее Таураге. Дивизия была охвачена с двух сторон: на её правом фланге была прорвана оборона между ней и 90-й стрелковой дивизией, а на левом фланге советские войска вообще отсутствовали. В результате дивизии под угрозой окружения пришлось оставить Таураге и отступить в леса между Таураге и Скаудвиле. Однако дивизии не удалось восстановиться в той мере, которая вообще позволялась обстановкой, так как утром 23 июня 1941 года противник, несколько отвернув с Шяуляйского шоссе вновь нанёс удар по дивизии. К концу дня потери личного состава дивизии превысили 40 %.
В середине дня 24 июня 1941 года командиру корпуса была подчинена 202-я моторизованная дивизия, 25 июня 1941 года — прибывшая 11-я стрелковая дивизия. К 26 июня 1941 года корпус занял оборону на рубеже Каналас — Радвилишкис, в том числе с задачей прикрывать левый фланг армии, всё более оттесняемый к северу частями 56-го моторизованного корпуса. В результате первых дней боёв корпус справа был отрезан от 10-го стрелкового корпуса, а слева полностью потерял всякую связь с частями 11-й армии. Части корпуса отходили за Западную Двину в район Крустпилса и западнее по реке. Так, части 125-й стрелковой дивизии заняли оборону по реке на участке Рембаты, Кокнесе, 202-я моторизованная дивизия 29 и 30 июня вела бои за Крустпилс. Однако корпус в первых числах июля вновь был вынужден отступать и к 6 июля 1941 года в составе остатков 48-й и 125-й стрелковых дивизий, а также батальона 11-й стрелковой дивизии, занял оборону по северному берегу реки Эмайыги от озера Выртсъярв до Чудского озера с задачей не допустить прорыва противника вдоль западного побережья Чудского озера в направлении Нарвы. В оперативное подчинение корпусу была передана Чудская военная флотилия.
Таллинская оборона (1941)
8 июля 1941 года войска противника атаковали части корпуса, однако все атаки были отбиты и противник перенёс усилия в полосу 10-го стрелкового корпуса, занимавшего позиции западнее. До 22 июля 1941 года в полосе корпуса (исключая его стык с 10-м корпусом), установилось относительное затишье. 22 июля 1941 года противник нанёс удар, прорвал правый фланг корпуса, к исходу 24 июля 1941 года вражеские войска вышли в тыл частям корпуса на реку Муствеэ, и корпус был отрезан от частей армии, прижат к Чудскому озеру. В ночь на 25 июля 1941 года части корпуса, выходя из окружения, достигли речки Омеду, но на следующий день были атакованы частями 254-й вражеской дивизии. К утру 31 июля 1941 года из окружения из состава корпуса вышли около 3000 человек, однако в окружении остались около 7000 человек.
На начало августа вступивший в командование армией генерал-лейтенант П. С. Пшенников охарактеризовал корпус так:
11-го стрелкового корпуса фактически не существует, так как выходящие из окружения части и подразделения крайне ослаблены и деморализованы безнаказанными действиями вражеской авиации 
Тем не менее, управление корпуса ещё участвовало в боях. 7 августа 1941 года немецкие войска вышли на побережье Финского залива, разрезав части армии на две части — западную в виде 10-го стрелкового корпуса и восточную, в виде остатков частей 11-го стрелкового корпуса. 8 августа 1941 года части корпуса должны были быть задействованы в контрударе с востока, с целью соединения с 10-м стрелковым корпусом, однако сами попали под встречный удар 291-й и 93-й пехотных дивизий 26-го армейского корпуса и отошли.
С 15 августа 1941 года управление корпуса в боях не участвовало. 21 ноября 1941 года управление корпуса расформировано.

### Подчинение и боевой состав
| Дата       | Фронт                 | Армия     | В составе (стрелковые)                                                   | Другие части, в том числе приданные | Примечания |
| ---------- | --------------------- | --------- | ------------------------------------------------------------------------ | --- | ---------- |
| 22.06.1941 | Северо-Западный фронт | 8-я армия | 11-я стрелковая дивизия 125-я стрелковая дивизия                         | 51-й корпусной артиллерийский полк 39-й отдельный зенитный артиллерийский дивизион 15-й отдельный батальон связи 29-й отдельный сапёрный батальон 10-я полевая касса Госбанка 14-я полевая почтовая станция | —          |
| 01.07.1941 | Северо-Западный фронт | 8-я армия | 48-я стрелковая дивизия 125-я стрелковая дивизия                         | 51-й корпусной артиллерийский полк 39-й отдельный зенитный артиллерийский дивизион 15-й отдельный батальон связи 10-я полевая касса Госбанка 14-я полевая почтовая станция                                  | —          |
| 10.07.1941 | Северо-Западный фронт | 8-я армия | 48-я стрелковая дивизия 125-я стрелковая дивизия                         | 51-й корпусной артиллерийский полк 39-й отдельный зенитный артиллерийский дивизион 15-й отдельный батальон связи 10-я полевая касса Госбанка 14-я полевая почтовая станция                                  | —          |
| 01.08.1941 | Северный фронт        | 8-я армия | 16-я стрелковая дивизия 48-я стрелковая дивизия 125-я стрелковая дивизия | 51-й корпусной артиллерийский полк 39-й отдельный зенитный артиллерийский дивизион 15-й отдельный батальон связи 10-я полевая касса Госбанка 14-я полевая почтовая станция                                  | —          |
| 01.09.1941 | ?                     | ?         | —                                                                        | — |            |
| 01.10.1941 | ?                     | ?         | —                                                                        | — |            |
| 01.11.1941 | ?                     | ?         | —                                                                        | — |            |

### Командиры
- Блюмберг, Жан Карлович (10.1922 - 1926)
- Сангурский, Михаил Владимирович (март 1928—1929)
- Ковтюх, Епифан Иович, комкор  (январь 1930 - июнь 1936)
- Шумилов, Михаил Степанович, полковник, с 04.06.1940 генерал-майор (с 19.02.1940 по 14.09.1941)

## 2-е формирование

### Полное наименование
- 11-й стрелковый Прикарпатский[2] Краснознамённый[3] корпус

### История
В действующей армии с 13 октября 1942 года по 19 ноября 1943 года и с 30 ноября 1943 года по 11 мая 1945 года
Нальчинско-Орджоникидзевская фронтовая оборонительная операция (1942)
Тихорецко-Ейская фронтовая наступательная операция (1943)
Краснодарская фронтовая наступательная операция (1943)
Таманская фронтовая наступательная операция (1943)
Житомирско-Бердичевская фронтовая наступательная операция (1944)
Проскуровско-Черновицкая фронтовая наступательная операция (1944)
Станиславская фронтовая наступательная операция (1944)
Карпатско-Ужгородская фронтовая наступательная операция (1944)
Кошице-Попрадская фронтовая наступательная операция (1945)
Бельская фронтовая наступательная операция (1945)
Моравско-Остравская наступательная операция (1945)
Оломоуцкая фронтовая наступательная операция (1945)

### Награды частей корпусного подчинения
- 127-й отдельный Прикарпатский[4] ордена Александра Невского[5] батальон связи

### Подчинение и боевой состав
| Дата       | Фронт                                      | Армия                 | В составе (стрелковые)                                                                                          | Другие части, в том числе приданные                                                                                         | Примечания |
| ---------- | ------------------------------------------ | --------------------- | --- | --- | ---------- |
| 01.11.1942 | Закавказский фронт (Северная группа войск) | 9-я армия             | 19-я стрелковая бригада 34-я стрелковая бригада 131-я стрелковая бригада                                        | 127-й отдельный батальон связи 2324-я военно-почтовая станция 123-я полевая касса Госбанка                                  | -          |
| 01.12.1942 | Закавказский фронт (Северная группа войск) | 9-я армия             | 19-я стрелковая бригада 34-я стрелковая бригада 131-я стрелковая бригада                                        | 127-й отдельный батальон связи 2324-я военно-почтовая станция 123-я полевая касса Госбанка                                  | -          |
| 01.01.1943 | Закавказский фронт (Северная группа войск) | 9-я армия             | 19-я стрелковая бригада 84-я стрелковая бригада 131-я стрелковая бригада                                        | 127-й отдельный батальон связи 2324-я военно-почтовая станция 123-я полевая касса Госбанка                                  | -          |
| 01.02.1943 | Северо-Кавказский фронт                    | 9-я армия             | 19-я стрелковая бригада 84-я стрелковая бригада 131-я стрелковая бригада                                        | 127-й отдельный батальон связи 2324-я военно-почтовая станция 123-я полевая касса Госбанка                                  | -          |
| 01.03.1943 | Северо-Кавказский фронт                    | 9-я армия             | 19-я стрелковая бригада 84-я стрелковая бригада 131-я стрелковая бригада                                        | 127-й отдельный батальон связи 2324-я военно-почтовая станция 123-я полевая касса Госбанка                                  | -          |
| 01.04.1943 | Северо-Кавказский фронт                    | 9-я армия             | 19-я стрелковая бригада 84-я стрелковая бригада 131-я стрелковая бригада                                        | 127-й отдельный батальон связи 2324-я военно-почтовая станция 123-я полевая касса Госбанка                                  | -          |
| 01.05.1943 | Северо-Кавказский фронт                    | 9-я армия             | 34-я стрелковая бригада 43-я стрелковая бригада 157-я стрелковая бригада 256-я стрелковая бригада               | 127-й отдельный батальон связи 2324-я военно-почтовая станция 123-я полевая касса Госбанка                                  | -          |
| 01.06.1943 | Северо-Кавказский фронт                    | 9-я армия             | 34-я стрелковая бригада 43-я стрелковая бригада 157-я стрелковая бригада 256-я стрелковая бригада               | 127-й отдельный батальон связи 2324-я военно-почтовая станция 123-я полевая касса Госбанка                                  | -          |
| 01.07.1943 | Северо-Кавказский фронт                    | 9-я армия             | 34-я стрелковая бригада 43-я стрелковая бригада 157-я стрелковая бригада 256-я стрелковая бригада               | 127-й отдельный батальон связи 2324-я военно-почтовая станция 123-я полевая касса Госбанка                                  | -          |
| 01.08.1943 | Северо-Кавказский фронт                    | 9-я армия             | 34-я стрелковая бригада 43-я стрелковая бригада 157-я стрелковая бригада 256-я стрелковая бригада               | 127-й отдельный батальон связи 2324-я военно-почтовая станция 123-я полевая касса Госбанка                                  | -          |
| 01.09.1943 | Северо-Кавказский фронт                    | 9-я армия             | 227-я стрелковая дивизия 57-я стрелковая бригада 131-я стрелковая бригада                                       | 127-й отдельный батальон связи 2324-я военно-почтовая станция 123-я полевая касса Госбанка                                  | -          |
| 01.10.1943 | Северо-Кавказский фронт                    | 9-я армия             | 304-я стрелковая дивизия 316-я стрелковая дивизия                                                               | 127-й отдельный батальон связи 2324-я военно-почтовая станция 123-я полевая касса Госбанка                                  | -          |
| 01.11.1943 | Северо-Кавказский фронт                    | 18-я армия            | 304-я стрелковая дивизия 316-я стрелковая дивизия 414-я стрелковая дивизия                                      | 127-й отдельный батальон связи 2324-я военно-почтовая станция 123-я полевая касса Госбанка                                  | -          |
| 01.12.1943 | 1-й Украинский фронт                       | 18-я армия            | 117-я гвардейская стрелковая дивизия 304-я стрелковая дивизия 316-я стрелковая дивизия 414-я стрелковая дивизия | 127-й отдельный батальон связи 2324-я военно-почтовая станция 123-я полевая касса Госбанка                                  | -          |
| 01.01.1944 | 1-й Украинский фронт                       | 1-я гвардейская армия | 271-я стрелковая дивизия 276-я стрелковая дивизия 316-я стрелковая дивизия                                      | 127-й отдельный батальон связи 2324-я военно-почтовая станция 123-я полевая касса Госбанка                                  | -          |
| 01.02.1944 | 1-й Украинский фронт                       | 1-я гвардейская армия | 271-я стрелковая дивизия 276-я стрелковая дивизия 316-я стрелковая дивизия                                      | 127-й отдельный батальон связи 2324-я военно-почтовая станция 123-я полевая касса Госбанка                                  | -          |
| 01.03.1944 | 1-й Украинский фронт                       | 18-я армия            | 271-я стрелковая дивизия 276-я стрелковая дивизия 316-я стрелковая дивизия                                      | 127-й отдельный батальон связи 2324-я военно-почтовая станция 123-я полевая касса Госбанка                                  | -          |
| 01.04.1944 | 1-й Украинский фронт                       | 1-я танковая армия    | 24-я стрелковая дивизия 271-я стрелковая дивизия 351-я стрелковая дивизия                                       | 127-й отдельный батальон связи 2324-я военно-почтовая станция 123-я полевая касса Госбанка                                  | -          |
| 01.05.1944 | 1-й Украинский фронт                       | 18-я армия            | 24-я стрелковая дивизия 271-я стрелковая дивизия 351-я стрелковая дивизия                                       | 127-й отдельный батальон связи 2324-я военно-почтовая станция 123-я полевая касса Госбанка                                  | -          |
| 01.06.1944 | 1-й Украинский фронт                       | 18-я армия            | 24-я стрелковая дивизия 226-я стрелковая дивизия 271-я стрелковая дивизия                                       | 127-й отдельный батальон связи 2324-я военно-почтовая станция 123-я полевая касса Госбанка 444-я полевая авторемонтная база | -          |
| 01.07.1944 | 1-й Украинский фронт                       | 18-я армия            | 24-я стрелковая дивизия 226-я стрелковая дивизия 271-я стрелковая дивизия                                       | 127-й отдельный батальон связи 2324-я военно-почтовая станция 123-я полевая касса Госбанка 444-я полевая авторемонтная база | -          |
| 01.08.1944 | 1-й Украинский фронт                       | 18-я армия            | 24-я стрелковая дивизия 226-я стрелковая дивизия 271-я стрелковая дивизия                                       | 127-й отдельный батальон связи 2324-я военно-почтовая станция 123-я полевая касса Госбанка 444-я полевая авторемонтная база | -          |
| 01.09.1944 | 4-й Украинский фронт                       | 18-я армия            | 226-я стрелковая дивизия 271-я стрелковая дивизия                                                               | 127-й отдельный батальон связи 2324-я военно-почтовая станция 123-я полевая касса Госбанка 444-я полевая авторемонтная база | -          |
| 01.10.1944 | 4-й Украинский фронт                       | 1-я гвардейская армия | 226-я стрелковая дивизия 271-я стрелковая дивизия                                                               | 127-й отдельный батальон связи 2324-я военно-почтовая станция 123-я полевая касса Госбанка 444-я полевая авторемонтная база | -          |
| 01.11.1944 | 4-й Украинский фронт                       | 1-я гвардейская армия | 30-я стрелковая дивизия 226-я стрелковая дивизия 271-я стрелковая дивизия                                       | 127-й отдельный батальон связи 2324-я военно-почтовая станция 123-я полевая касса Госбанка 444-я полевая авторемонтная база | -          |
| 01.12.1944 | 4-й Украинский фронт                       | 1-я гвардейская армия | 30-я стрелковая дивизия 276-я стрелковая дивизия                                                                | 127-й отдельный батальон связи 2324-я военно-почтовая станция 123-я полевая касса Госбанка 444-я полевая авторемонтная база | -          |
| 01.01.1945 | 4-й Украинский фронт                       | 1-я гвардейская армия | 30-я стрелковая дивизия 226-я стрелковая дивизия                                                                | 127-й отдельный батальон связи 2324-я военно-почтовая станция 123-я полевая касса Госбанка 444-я полевая авторемонтная база | -          |
| 01.02.1945 | 4-й Украинский фронт                       | 1-я гвардейская армия | 226-я стрелковая дивизия 271-я стрелковая дивизия 276-я стрелковая дивизия                                      | 127-й отдельный батальон связи 2324-я военно-почтовая станция 123-я полевая касса Госбанка 444-я полевая авторемонтная база | -          |
| 01.03.1945 | 4-й Украинский фронт                       | 1-я гвардейская армия | 226-я стрелковая дивизия 237-я стрелковая дивизия 276-я стрелковая дивизия                                      | 127-й отдельный батальон связи 2324-я военно-почтовая станция 123-я полевая касса Госбанка 444-я полевая авторемонтная база | -          |
| 01.04.1945 | 4-й Украинский фронт                       | 1-я гвардейская армия | 30-я стрелковая дивизия 226-я стрелковая дивизия 276-я стрелковая дивизия                                       | 127-й отдельный батальон связи 2324-я военно-почтовая станция 123-я полевая касса Госбанка 444-я полевая авторемонтная база | -          |
| 01.05.1945 | 4-й Украинский фронт                       | 38-я армия            | 30-я стрелковая дивизия 221-я стрелковая дивизия 276-я стрелковая дивизия                                       | 127-й отдельный батальон связи 2324-я военно-почтовая станция 123-я полевая касса Госбанка 444-я полевая авторемонтная база | -          |

### Командование
- Рубанюк, Иван Андреевич полковник, с 10.11.1942 генерал-майор, (с 13.10.1942 по 11.02.1943)
- Ермилов, Николай Дмитриевич, полковник, (с 12.02.1943 по 19.02.1943)
- Замерцев, Иван Терентьевич, генерал-майор, (с 22.02.1943 по 08.08.1944)
- Гершевич, Николай Моисеевич, полковник, (с 09.08.1944 по 23.08.1944)
- Запорожченко, Михаил Иванович генерал-майор, с 20.04.1945 генерал-лейтенант, (с 24.08.1944 по 11.05.1945)